# 小土古里站
小土古里站是位于新疆维吾尔自治区昌吉市榆树沟乡的一个铁路车站，邮政编码831109。车站成立于2003年7月16日，车站中心里程位于兰新线1947公里410米，主要担负会让车业务，不办理客货运业务，车站及其上下行区间均为电气化区段。车站隶属乌鲁木齐铁路局，是五等站。由于乌精二线修双线，于2009年9月23日正式关闭。